# Rene Mandri
Rene Mandri, né le 20 janvier 1984 à Jõgeva, est un coureur cycliste estonien. Il a été professionnel de 2006 à 2012.

## Biographie
Membre de l'EC Saint-Étienne Loire en 2005, après avoir évolué au Tarbes PC, Rene Mandri gagne cette année-là le Grand Prix de Saint-Étienne Loire et le Tour du Pays Roannais.
Rene Mandri devient cycliste professionnel en 2006 au sein de l'équipe continentale française Auber 93. L'année suivante, il est recruté par l'équipe ProTour AG2R Prévoyance. Il participe à son premier grand tour à l'occasion du Tour d'Espagne 2007, durant lequel il se classe à plusieurs reprises dans les dix premiers des sprints et termine 24e du classement général, montrant ainsi de bonnes dispositions sur différents terrains.
En 2011, il rejoint l'équipe continentale britannique Endura Racing. Il se classe deuxième du Tour de Bretagne, dont il gagne une étape. En 2012, il est vainqueur du SEB Tartu GP et d'une étape du Tour de León. Il représente l'Estonie lors de la course en ligne des Jeux olympiques de Londres. Il la termine dans le peloton, à la 50e place.
Rene Mandri redevient coureur amateur en 2013 au sein de l'équipe Probikeshop-EC Saint-Étienne Loire redevenue en 2014 EC Saint-Étienne Loire.

## Palmarès
- 2002
  - 4e et 5e étapes du Saaramea Velotuur
  - 2e du championnat d'Estonie du contre-la-montre juniors
  - 3e du Saaramea Velotuur
- 2004
  - Boucles du Causse corrézien
  - Bourg-Arbent-Bourg
  - 2e du Circuit des Vins du Blayais
  - 3e des Cinq Jours des As-de-Provence
- 2005
  -  Champion d'Estonie du contre-la-montre espoirs
  - Grand Prix de Saint-Etienne Loire
  - Classement général du Tour du Pays Roannais
  - 2e du Tour de Franche-Comté
  - 2e du Circuit des Monts du Livradois
  - 2e du Tour Nivernais Morvan
  - 2e du Tour du lac Léman
  - 2e du championnat d'Estonie sur route espoirs
  - 3e du Grand Prix de Charvieu-Chavagneux
- 2006
  - Monts du Luberon-Trophée Luc Leblanc
  - 2e du championnat d'Europe sur route espoirs
- 2011
  - 2e étape du Tour de Bretagne
  - 2e du Tour de Bretagne
  - 2e du SEB Tartu GP
- 2012
  - SEB Tartu GP
  - 3e étape du Tour de León
  - 3e du Riga Grand Prix
  - 3e du championnat d'Estonie du contre-la-montre
- 2013
  - 2e étape du Tour du Pays Roannais
  - 3e du Rhône-Alpes Isère Tour

## Résultats sur les grands tours

### Tour d'Italie
2 participations
- 2008 : abandon (6e étape)
- 2010 : abandon (11e étape)

### Tour d'Espagne
1 participation
- 2007 : 24e

## Classements mondiaux
| Année           | 2005 | 2006 | 2007 | 2008 | 2009 | 2010 | 2011 | 2012 | 2013 |
| --------------- | ---- | ---- | ---- | ---- | ---- | ---- | ---- | ---- | ---- |
| UCI Europe Tour | 198e | 112e |      |      |      |      | 130e | 114e | 495e |